# Poxoréo (ort)
Poxoréo är en ort i Brasilien.   Den ligger i kommunen Poxoréo och delstaten Mato Grosso, i den centrala delen av landet, 700 km väster om huvudstaden Brasília. Poxoréo ligger 364 meter över havet och antalet invånare är 12 475.
Terrängen runt Poxoréo är platt norrut, men söderut är den kuperad. Poxoréo ligger nere i en dal. Runt Poxoréo är det mycket glesbefolkat, med 7 invånare per kvadratkilometer.. Det finns inga andra samhällen i närheten.
Omgivningarna runt Poxoréo är huvudsakligen savann.